# Texola coracara
Texola coracara är en fjärilsart som beskrevs av Dyar 1912. Texola coracara ingår i släktet Texola och familjen praktfjärilar. Inga underarter finns listade i Catalogue of Life.